# Stikine Ranges
Stikine Ranges är ett berg i Kanada.   Det ligger i provinsen British Columbia, i den centrala delen av landet, 3 800 km väster om huvudstaden Ottawa. Toppen på Stikine Ranges är 1 624 meter över havet.
Terrängen runt Stikine Ranges är kuperad åt sydost, men åt nordväst är den bergig. Trakten runt Stikine Ranges är nära nog obefolkad, med mindre än två invånare per kvadratkilometer.. Det finns inga samhällen i närheten.
Omgivningarna runt Stikine Ranges är i huvudsak ett öppet busklandskap.